# Pézsmamályva
A pézsmamályva (Malva moschata) a mályvavirágúak (Malvales) rendjébe és a mályvafélék (Malvaceae) családjába tartozó faj.

## Előfordulása
A pézsmamályva Európa csaknem minden részén megtalálható. Magyarországon néha kertekbe ültetik. Korábban gyógynövényként használták. Ázsia nyugati részén, Törökországban is vannak vadon növő állományai.

## Megjelenése
A pézsmamályva elágazó szárú, pézsmaillatú, évelő növény. Szára felálló, érdes szőrű, 20-80 centiméter magas, olykor a 100 centimétert is elérheti. A kerekded szárlevelek tenyeresen csaknem tövig szeldeltek, 5-7, szárnyasan hasogatott szelettel; a tőlevelek vese alakúak, szélesen, bemetszetten karéjosak. Rózsaszínű vagy fehér virágai 4-6 centiméter átmérőjűek, egyesével állnak a levélhónaljakban. A csészelevelek egyszerű és csillagszőrösek. A szirmok csúcsukon kicsípettek és csipkés, kanyargós szélűek. Éjszaka spirál alakban betekeredve összecsukódnak.

## Életmódja
A pézsmamályva félszáraz és sovány gyepek, napos, száraz rétek és legelők, cserjések és vasúti töltések lakója. A mészben szegény, tápanyagban gazdag homok- vagy vályogtalajokat kedveli.
A virágzási ideje júniustól szeptemberig tart.

## Hasonló faj
Az erdei mályva (Malva sylvestris) virágai csomókban állnak a levelek hónaljában. A szárlevelek a lemez 2/3-ad részéig karéjosak.

## Képek

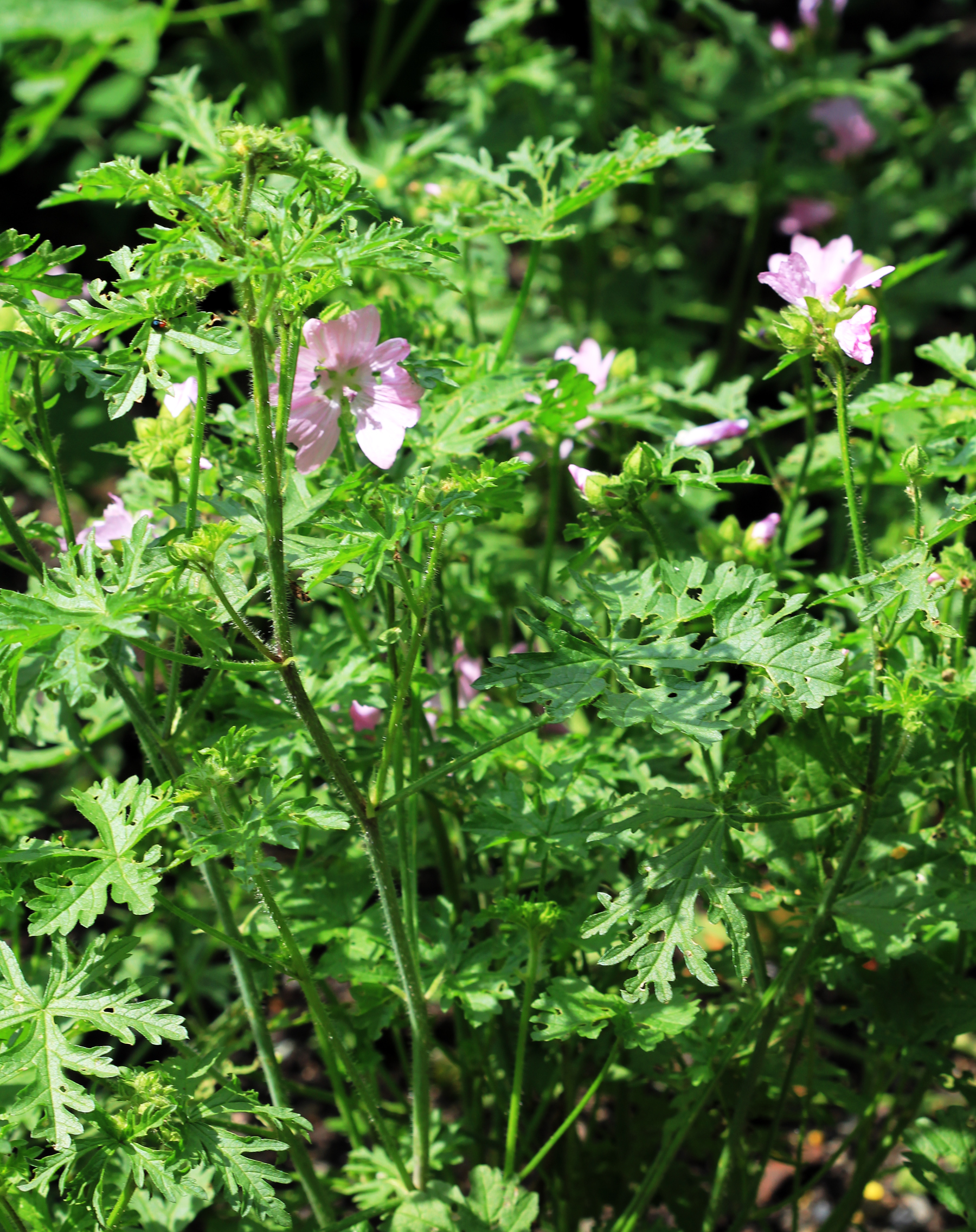
Kifejlett növény
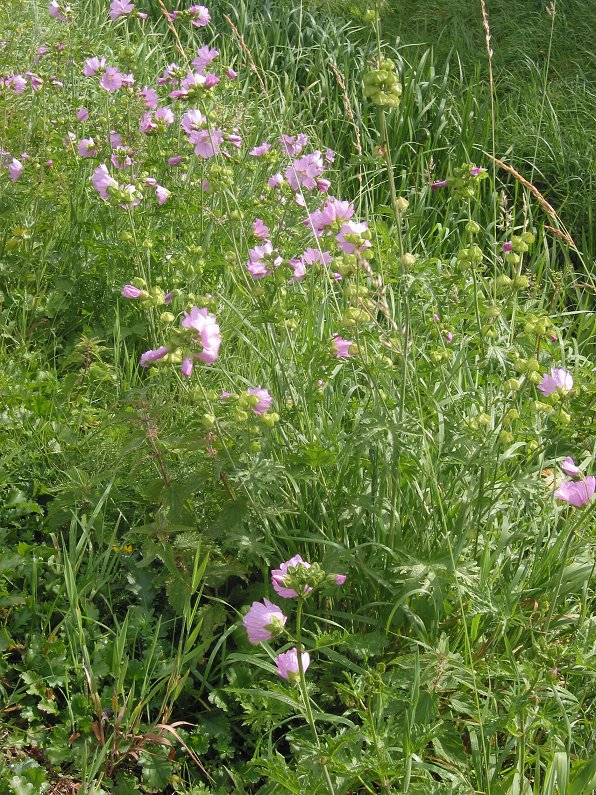
Élőhelyén
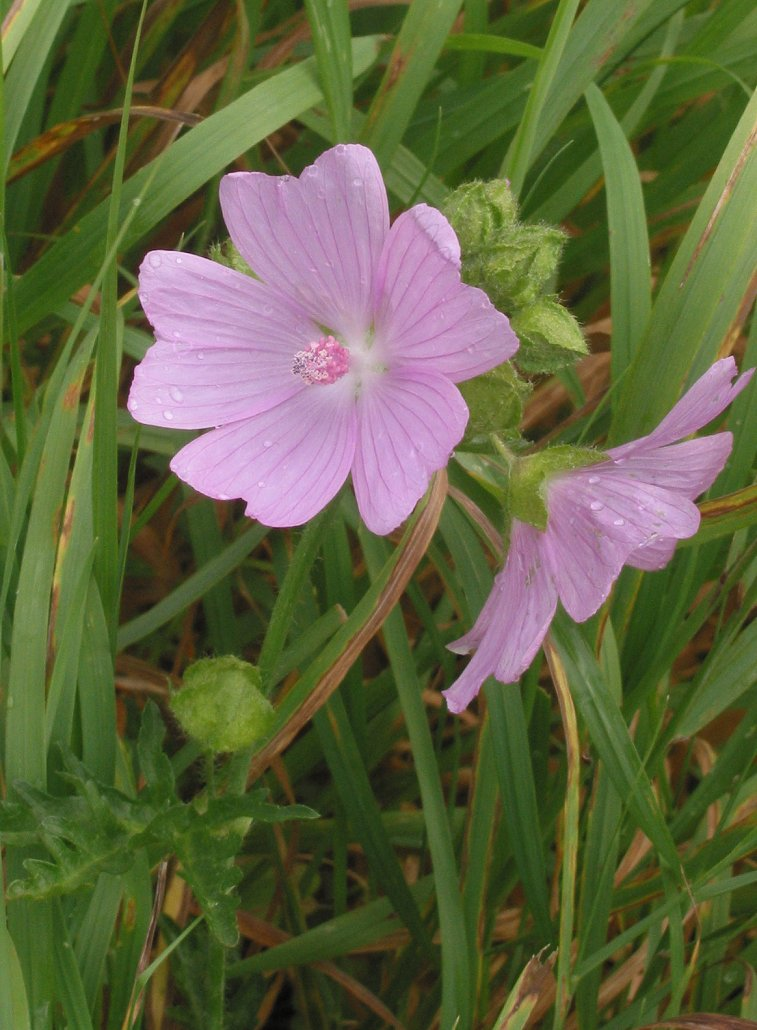
Virágai
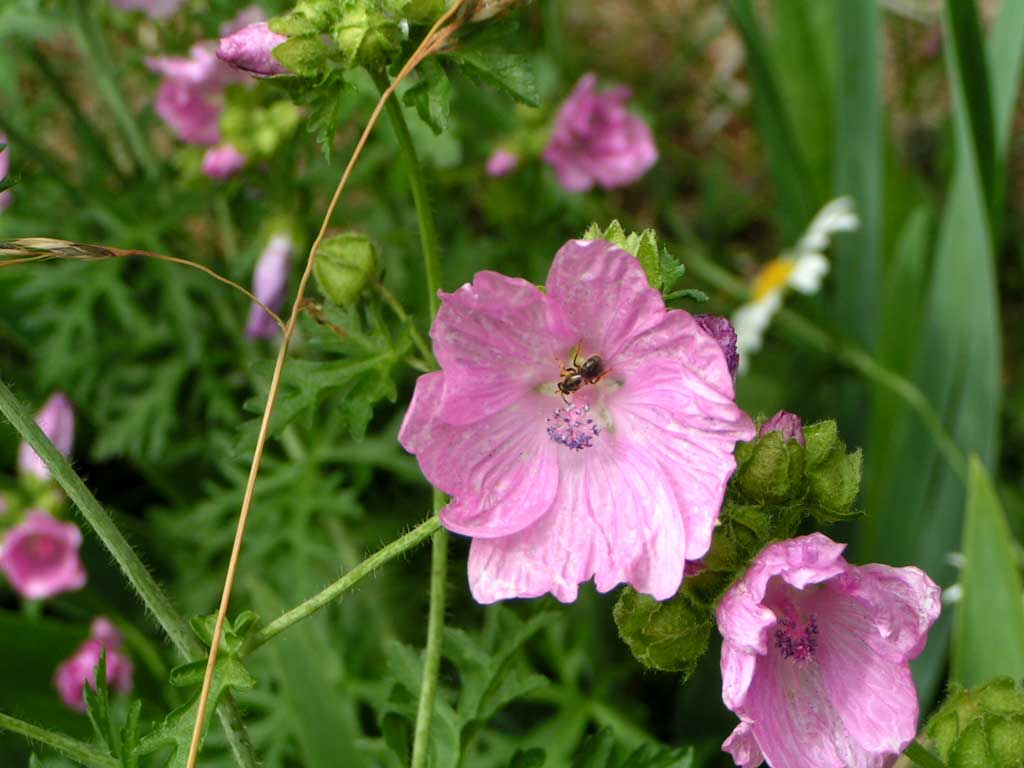
Virágai
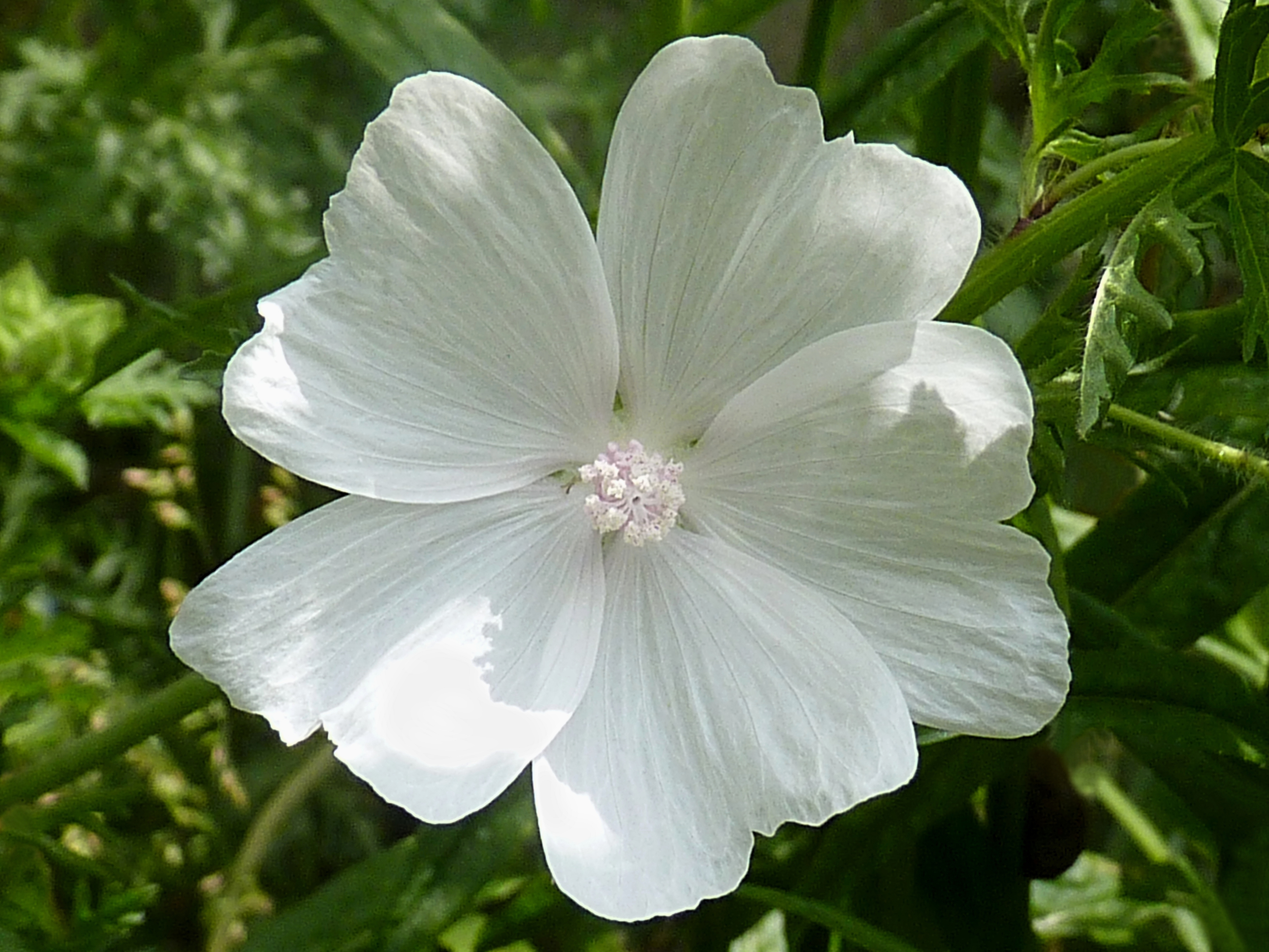
Fehér változata
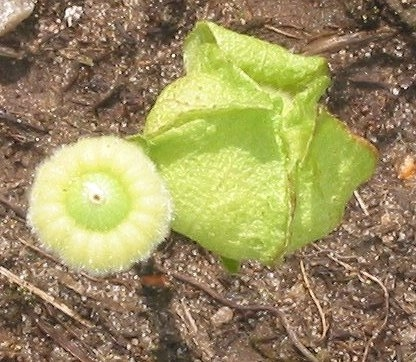
Termései
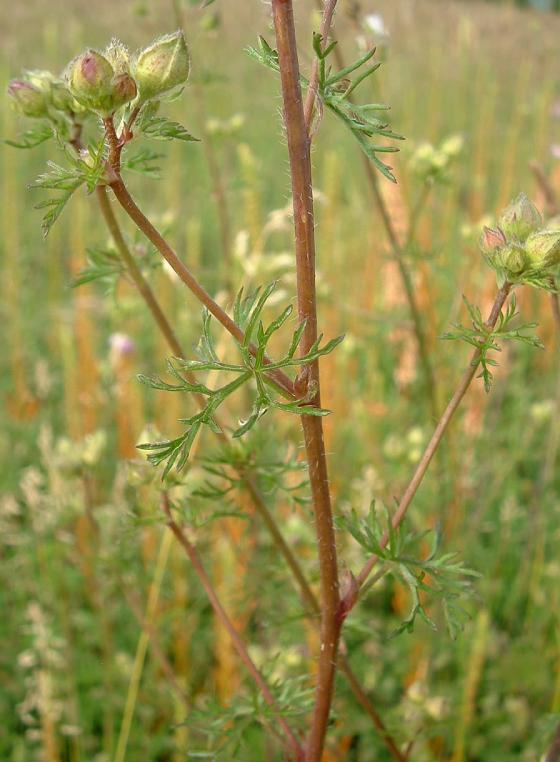
Szára levelekkel és bimbókkal
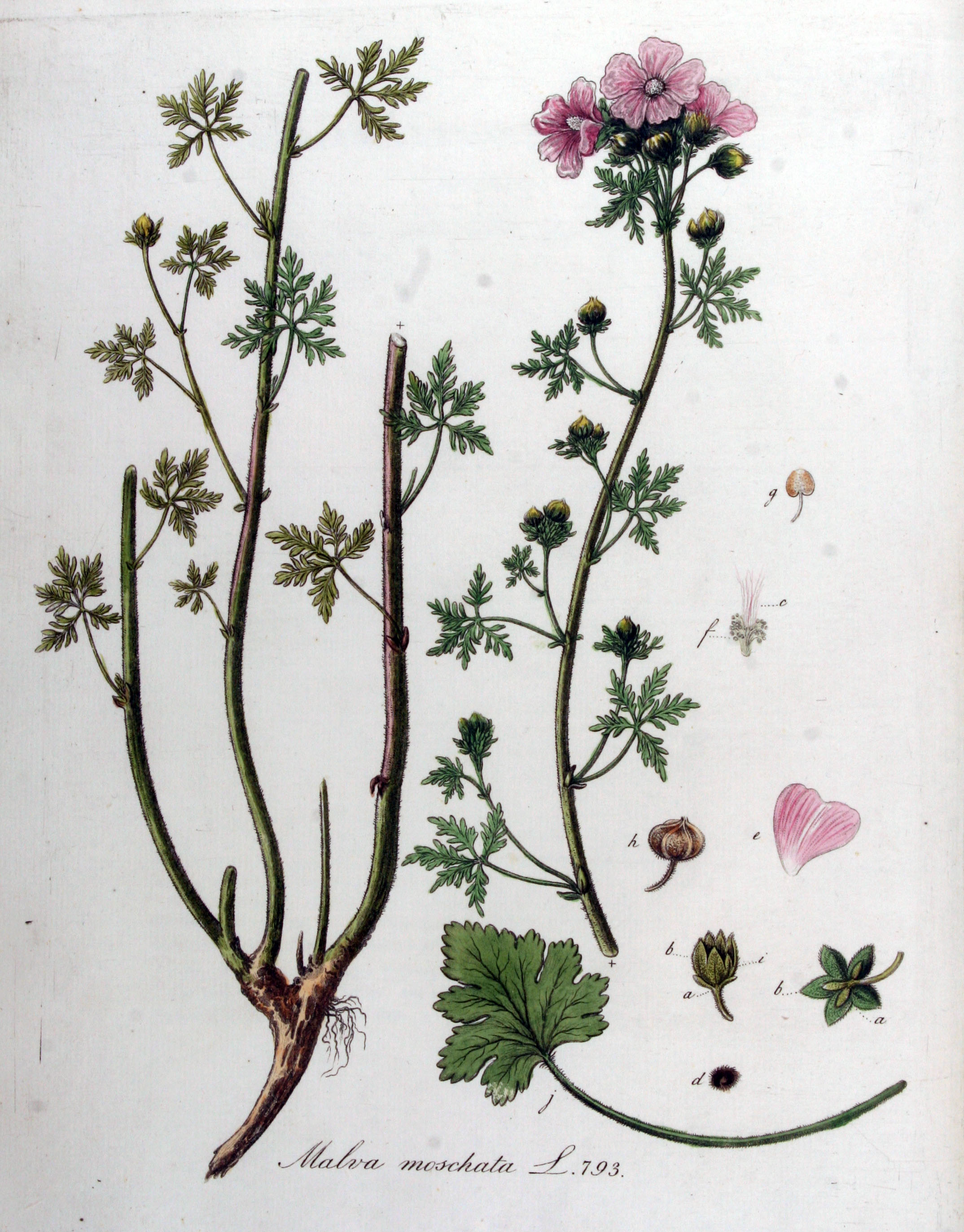
Rajz a növényről